# Maison Carlberg
Le château LO (en suédois : LO-borgen) ou maison Carlberg (en suédois : Carlbergska huset) est un édifice situé dans le quartier de Norrmalm à Stockholm en Suède.

## Présentation
L'édifice a été construit en 1899 à l'adresse Barnhusgatan 18 à Norra Bantorget d'après des plans de Ferdinand Boberg pour le marchand de bois Gustaf Carlberg.
Le bâtiment est classé bleu par le Musée municipal de Stockholm, ce qui signifie que sa valeur culturelle et historique est considérée comme répondant aux exigences d'un bâtiment classé.

## La maison Carlberg
Le bâtiment est situé dans l'ilôt de Skolan entre Västmannagatan, Barnhusgatan et Upplandsgatan à l'extrémité nord de Vasagatan. 
Les deux tours d'angle caractéristiques sont chacune couronnées d'une lanterne couverte de cuivre. 
La façade est crépie et présente une décoration en pierre calcaire. 
Le bâtiment est devenu un modèle pour de nombreuses maisons du début du siècle dans la zone de Malmarna.
Le bâtiment abritait à l'origine des appartements gouvernementaux et des salles d'apparat des comités Nobel de l'Académie royale des sciences de Suède. 
Lorsque les comités Nobel ont déménagé en 1909, la bibliothèque Nobel de l'Académie suédoise y est restée jusqu'en 1921.

## LO
La maison fut acquise en 1926 par la Confédération des syndicats suédois (LO), qui, avec l'aide de l'architecte Sven Wallander, transforma l'édifice en immeuble de bureaux. 
La nouvelle entrée a été décorée en même temps de fresques murales à motifs ouvriers d'Olle Hjortzberg.
Depuis lors, la Confédération des syndicats suédois a établi son siège social à cette adresse et a également donné au bâtiment son nom actuel.

## Galerie

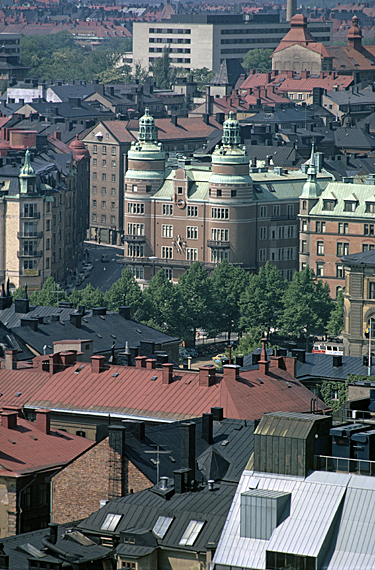
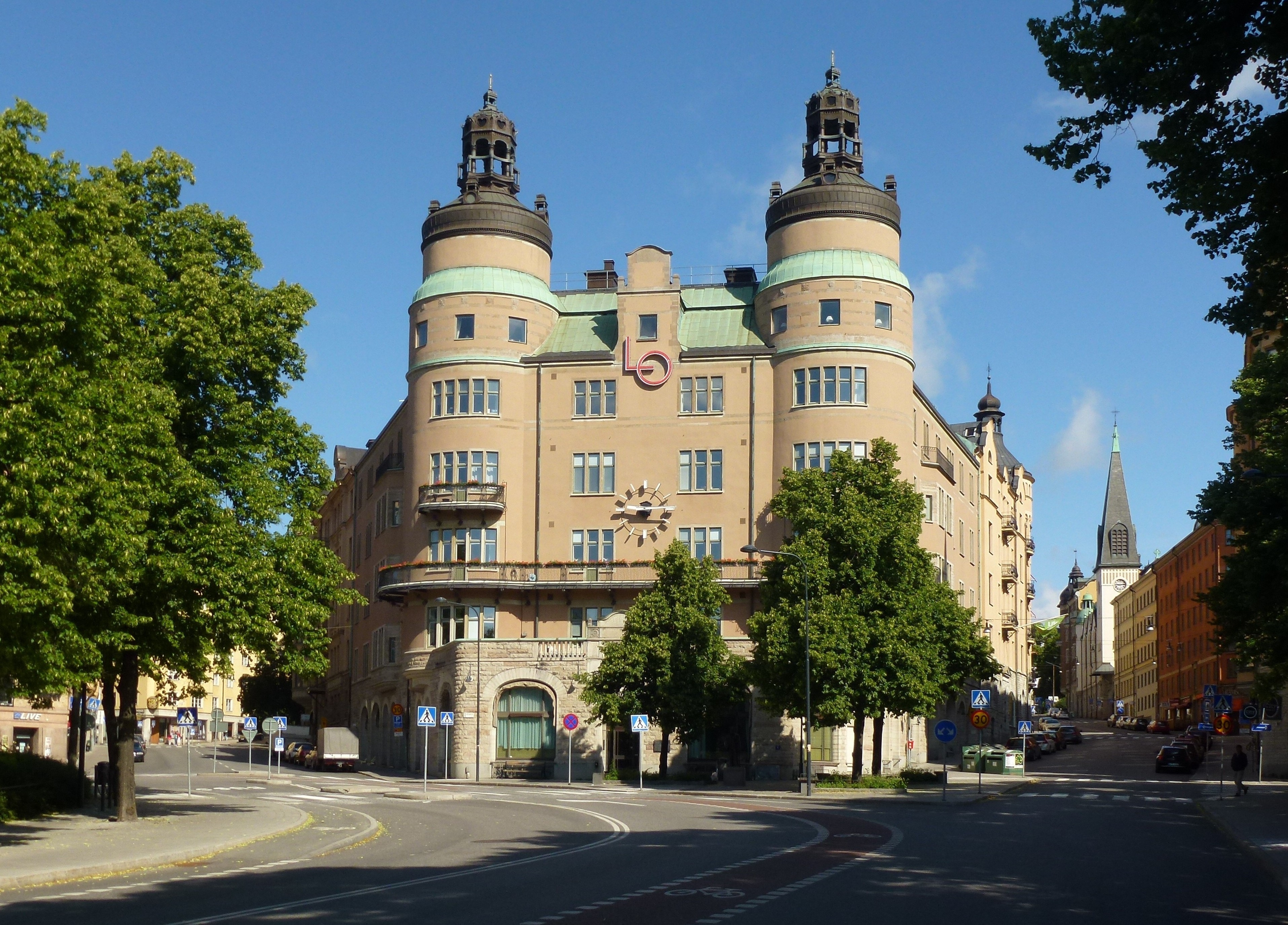
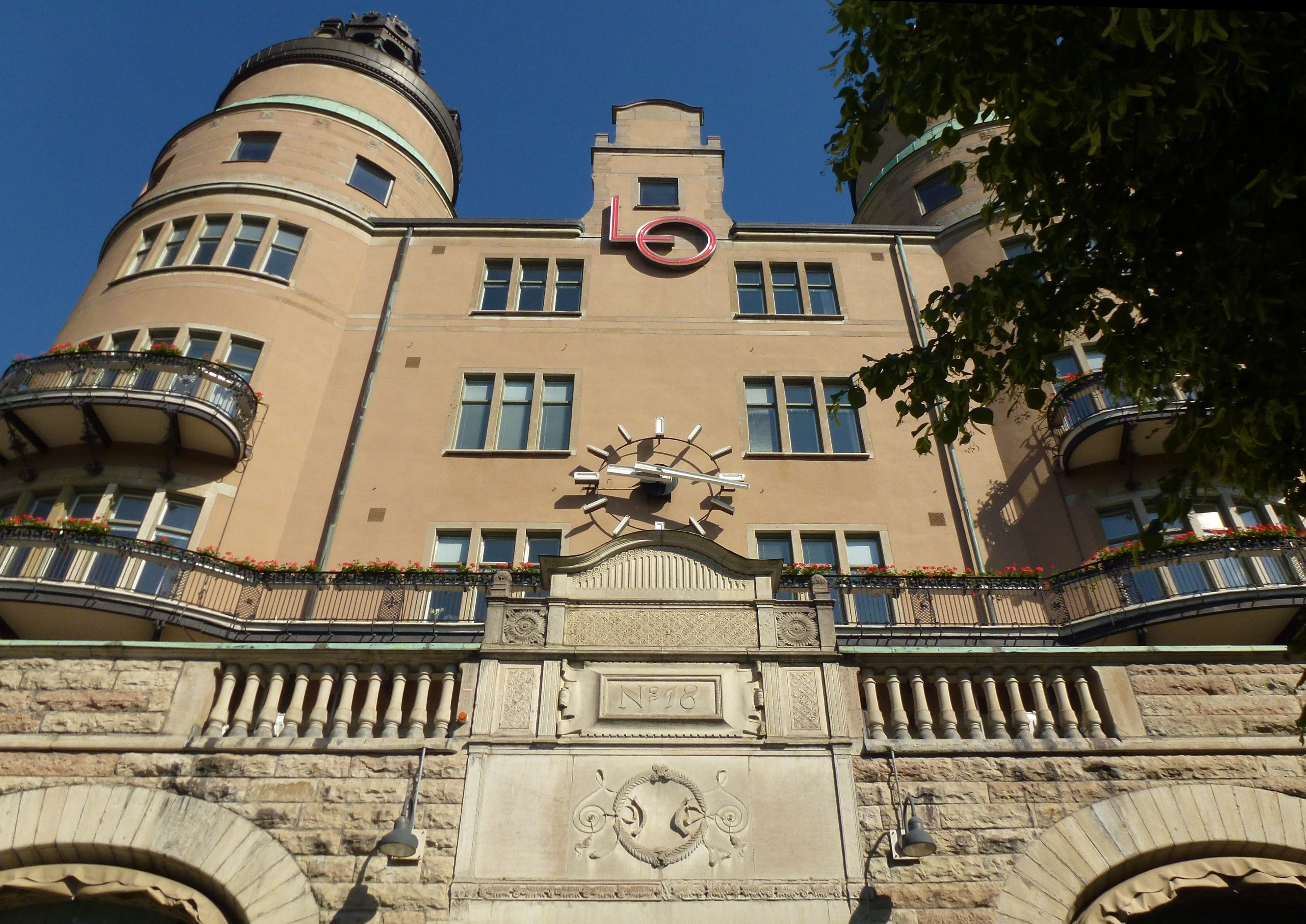
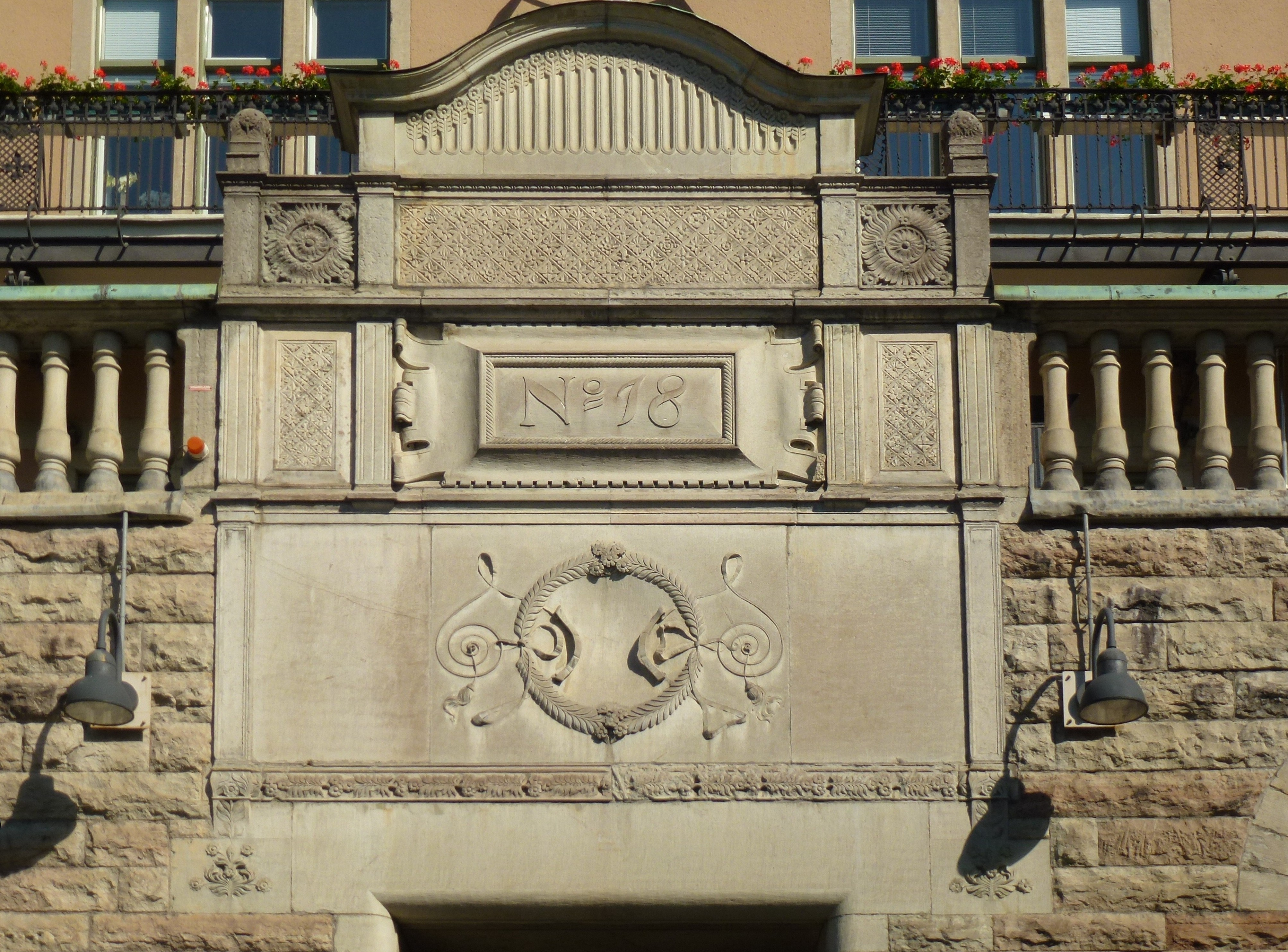
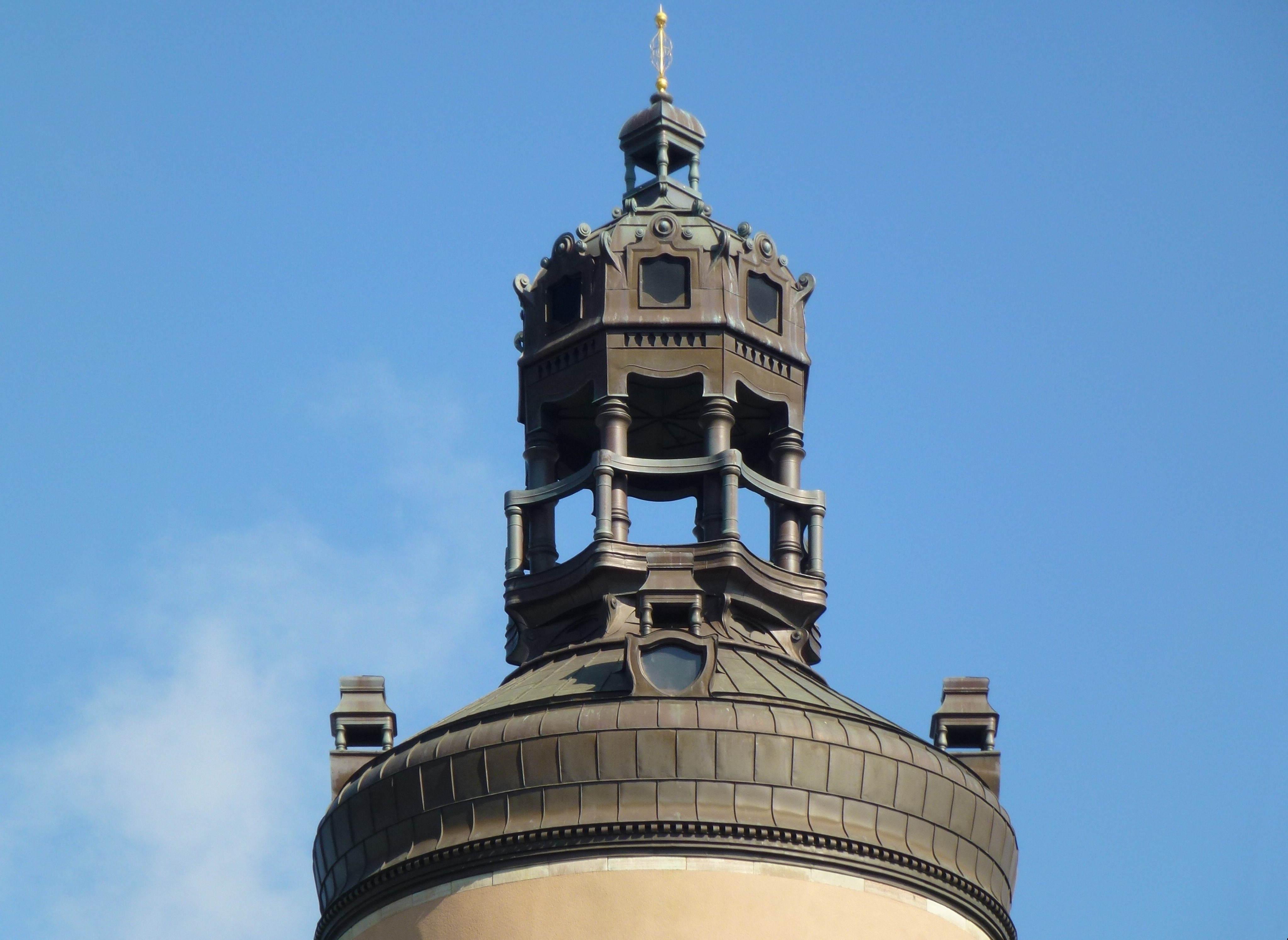